# Yangshan
Yangshan, även romaniserat Yeungshan, är ett härad i staden Qingyuan i provinsen Guangdong i sydöstra Kina.
Yangshan är indelat i tolv köpingar och en etnisk minoritetssocken.
Köpingar (zhen):

- Dalang (大崀镇)
- Dubu (杜步镇)
- Huangben (黄坌镇)
- Jiangying (江英镇)
- Libu (黎埠镇)
- Lingbei (岭背镇)
- Qigong (七拱镇)
- Qinglian (青莲镇)
- Taiping (太平镇)
- Xiaojiang (小江镇)
- Yangcheng (阳城镇)
- Yangmei (杨梅镇)

Etnisk minoritetssocken för yaofolket (yaozu xiang): 
- Chengjia (秤架瑶族乡)